# Bezdead (gmina)
Bezdead – gmina w Rumunii, w okręgu Dymbowica. Obejmuje miejscowości Bezdead, Broșteni, Costișata, Măgura, Tunari i Valea Morii. W 2011 roku liczyła 4595 mieszkańców.